# TiVulandia successi n. 4
TiVulandia successi n. 4 è un album raccolta di sigle di programmi per bambini in onda sulle reti Rai e sui circuiti locali, pubblicato su vinile e musicassetta nel 1983. Un album dal titolo simile, TiVulandia 4, fu stampato in CD nel 2003 ma contiene tracce diverse.

## Tracce
Lato A
1. Calendar Man (testo: Riccardo Zara – musica: Riccardo Zara) 3:40
2. Mr. Baseball (testo: Lucio Macchiarella – musica: Mauro Goldsand, Aldo Tamborrelli) 3:10
3. L'isola dei Robinson (testo: Riccardo Zara – musica: Riccardo Zara) 3:46
4. Forza Sugar! (testo: Lucio Macchiarella – musica: Douglas Meakin, Mike Fraser) 2:45
5. Peline Story (testo: Paolo Amerigo Cassella – musica: Vito Tommaso) 3:38
6. Arnold (testo: Nico Fidenco – musica: Nico Fidenco) 3:00
7. Il mago pancione Etccì (testo: Lucio Macchiarella – musica: Flavio Carraresi) 3:12

Lato B
1. Le avventure di Gamba (testo: Riccardo Zara – musica: Riccardo Zara) 3:54
2. Moby Dick 5 (testo: Riccardo Zara – musica: Riccardo Zara) 3:39
3. L'ape Magà (testo: Lucio Macchiarella – musica: Dino Kappa) 3:14
4. La canzone di Doraemon (testo: Fujiko Fujio[3], Franco Migliacci[4] – musica: Shunsuke Kikuchi) 2:14
5. Capitan Jet (testo: Akira Itō[3], Ugo Caldari[4] - musica: Koshibe Nobouyoshi) 2:59
6. La canzone di Rin Tin Tin (testo: Maria Letizia Amoroso – musica: Luigi Piergiovanni) 3:20
7. L'invincibile Ninja Kamui (testo: Giancarlo Balestra – musica: Giancarlo Balestra) 3:26

## Interpreti
- I Cavalieri del Re (Lato A n. 1-3 / Lato B n. 1-2)
- Coro: "i nostri figli" di Nora Orlandi (Lato B n. 3-4)
- Nico Fidenco (Lato A n. 6)
- Georgia Lepore (Lato A n. 5)
- Rocking Horse (Lato A n. 4)
- Andrea e Sabrina (Lato A n. 7)
- Sara Kappa (Lato A n. 5)
- Le Mele Verdi (Lato B n. 6)
- Condors (Lato B n. 7)
- Cori: I Nostri Figli di Nora Orlandi, I Piccoli Cantori di Milano diretti da Laura Marcora, I Piccoli Cantori di Niny Comolli.